# Гребенко Федір Прохорович
Гребенко Федір Прохорович (18 вересня 1887, с. Лісовичі Таращанського повіту Київської губернії — 3 грудня 1919, Москва), — польовий командир та військовий діяч часів визвольних змагань.

## Життєпис
В минулому — прапорщик (за іншими даними  — поручик) царської армії, нагороджений трьома Георгіївськими хрестами.
10 червня 1918 року у містечку Ставище очолив з’єднання таращанських повстанців, а вже 12 червня захопив Таращу, де організував Революційний штаб і Тимчасовий революційний комітет. У липні-серпні 1918 року — командувач повстанськими силами поблизу Таращі. Повстанці заявили, що виступають «за повернення всіх здобутків революції, зазначених у 3-му та 4-му Універсалах Центральної Ради, повернення прав Центральної Ради та всіх демократичних інституцій». Головним девізом було гасло: «Геть німців з України! Хай живе радянська влада, але без більшовиків! Хай живе вільна, самостійна і ні від кого не залежна Україна!»
На початку серпня 1918 року його загони зазнали поразки від німецьких військ та, змушені відступати, переправились через Дніпро і вийшли з Правобережжя на Полтавщину, і далі — до нейтральної смуги на Курщині. Сам Гребенко в середині серпня вів запеклі бої поблизу Говтви, залишаючись на Лівобережжі, та ще деякий час чинив спротив німецьким військам. Як згадують сучасники, він не був налаштований на співпрацю з радянськими військами, а більш тяжів до співпраці з отаманом Зеленим. Скоріш за все таким планам не судилось збутися, тому з невеличким загоном Гребенко опинився у нейтральній зоні лише на початку листопада 1918 року.
А вже 19 листопада 1918 р.  отримав від Антонова-Овсієнка наказ створити на хуторі Михайлівському 1-у піхотну запасну українську радянську бригаду. В середині грудня у Глухові вперше зустрівся з Затонським. Той оцінив його організаторські здібності та допоміг отримати відповідальніше призначення. Так, з 10 січня 1919 року Гребенко — командир 1-го українського радянського кавалерійського полку, підпорядкованого 1-й українській радянській дивізії.
8 лютого полк Гребенка зайняв село Біличі, надалі відтіснив війська Армії УНР в напрямку Житомира. На початку березня полк у складі Окремої бригади веде бої на Коростишівському напрямку з метою вийти кавалерійським рейдом до Бару. Наприкінці травня кавалерійський полк під командою Гребенко вів бої з військами Директорії в районі містечка Кордишів (нині — Шумського району Тернопільської області).
З середини липня 1919 року дислокація полку — поблизу Таращі. Кавалеристи не виконали наказ про похід на бойові позиції проти Денікіна на Полтавщину, замість того вирішили йти на Київ привести до ладу керівництво та, як згадує Затонський, що саме інспектував Гребенка, — «розквитатися з жидівською комуною».
Наступного дня після від'їзду Затонського зчинився заколот, в результаті якого було вбито одного з командирів — Катхе, а заразом ще з дюжину підбурювачів; потім кавполк вирушив проти Денікіна. В тих боях Гребенко був поранений 18 серпня і лікувався у шпиталі м. Клинці. 26 жовтня 1919 року його заарештували «за звинуваченням у невиконанні бойових наказів, у зраді радянській владі та надсиланні ультиматуму Українському радянському урядові скласти свої повноваження й залишити межі України». 3 грудня розстріляний ВЧК, бо, як свідчив Затонський, був «задуже нестійким, і була інформація, що його знову оточувала підозріла публіка».
2014 року в с. Лісовичі Федору Гребенку та його загону встановлено меморіальний знак. 

## Відео
Баляс украв славу Гребенка (на основі книги О. Бондаренка)
1. ↑  Бондаренко, Олександр (2014). Роздоріжжя (українська) . Київ: Стікс. ISBN 978-966-96849-4-3.